# Effet de masquage
Ne doit pas être confondu avec Écrantage du champ électrique.
En physique atomique, l'effet de masquage provoque la diminution de l'attraction entre un électron et le noyau atomique, lorsqu'un atome comprend plus qu'une orbitale atomique. 

## Origine
Selon la mécanique quantique, les électrons d'un atome sont répartis sur des couches. Dans les atomes ne possédant qu'une seule couche électronique, la force nette exercée sur chaque électron est proportionnelle à la force exercée par le noyau, positif. Lorsqu'il y a plus de couches électroniques, chacun des électrons sur les couches 2, 3, 4… subit à la fois l'attraction électrostatique du noyau et la répulsion des autres électrons qui occupent des orbitales plus proches du noyau. En conséquence, plus un atome possède d'orbitales électroniques, moins l'attraction nette sur les électrons occupant les orbitales les plus éloignées est élevée. Cette diminution de l'attraction électrostatique explique pourquoi les électrons de valence sont plus faciles à déloger de leur orbitale. 
La grandeur de l'effet de masquage est difficile à établir précisément à cause des effets quantiques. 
En spectroscopie de rétrodiffusion de Rutherford, il faut tenir compte de cet effet lorsque la cible se trouve à une grande distance de la source des ions.

### Sources
- (en) Theodore L. Brown, H. Eugene LeMay, Jr., Bruce E. Bursten et Julia R. Burdge, Chemistry : The Central Science, Pearson Education, 2003, 8e éd. (ISBN 0-13-061142-5)
- (en) Dan Thomas, Shielding in Atoms in Atoms from H (Z=1) to Lw (Z=103)
- (en) Peter Atkins, Chemical Principles: The Quest for Insight, W H Freeman & Co, 15 mai 2010, 790 p.  (ISBN 978-1429270656)